# Burgruine Weibertreu

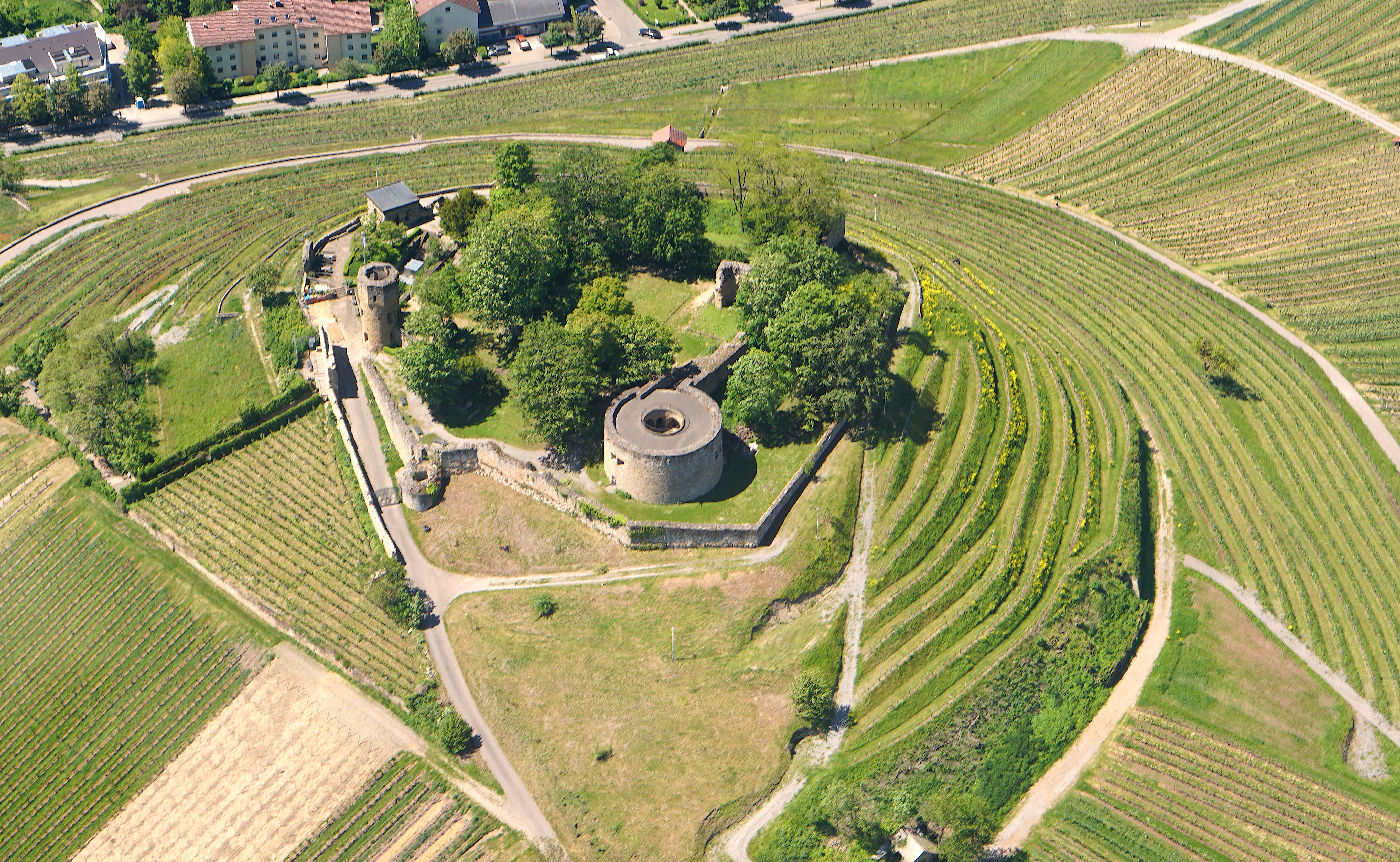
Burgruine Weibertreu bei Weinsberg aus der Luft in Nordost-Südwest-Richtung

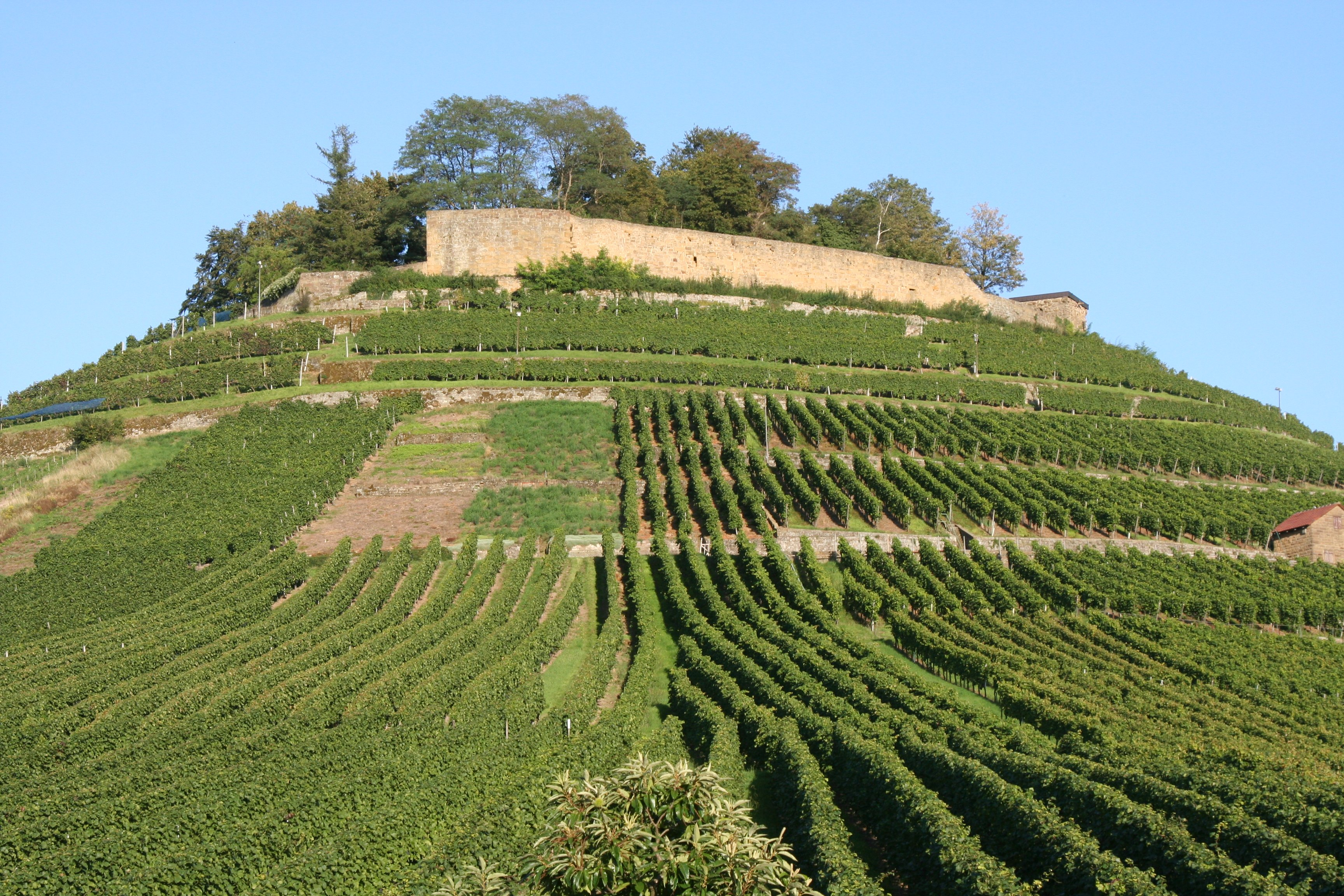
Burgberg von Südwesten

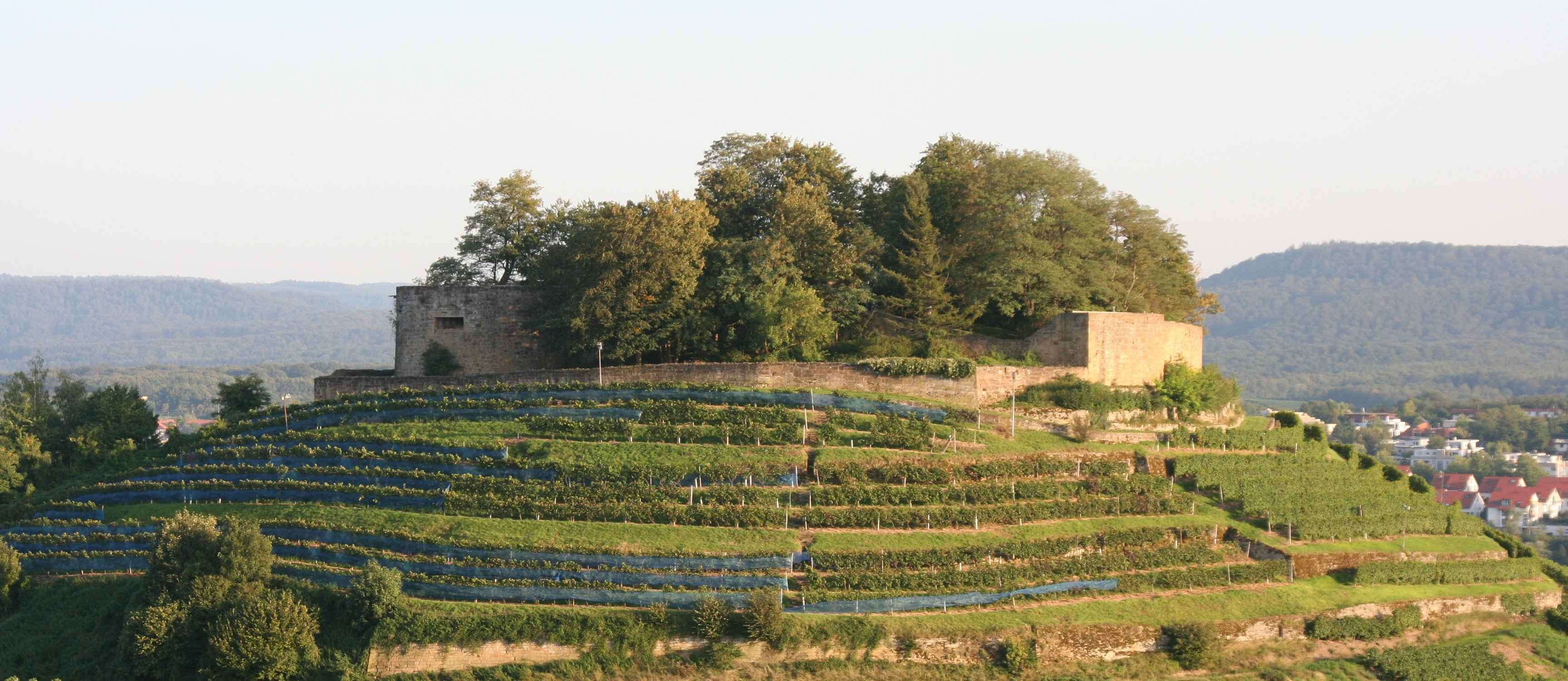
Ansicht von Westen

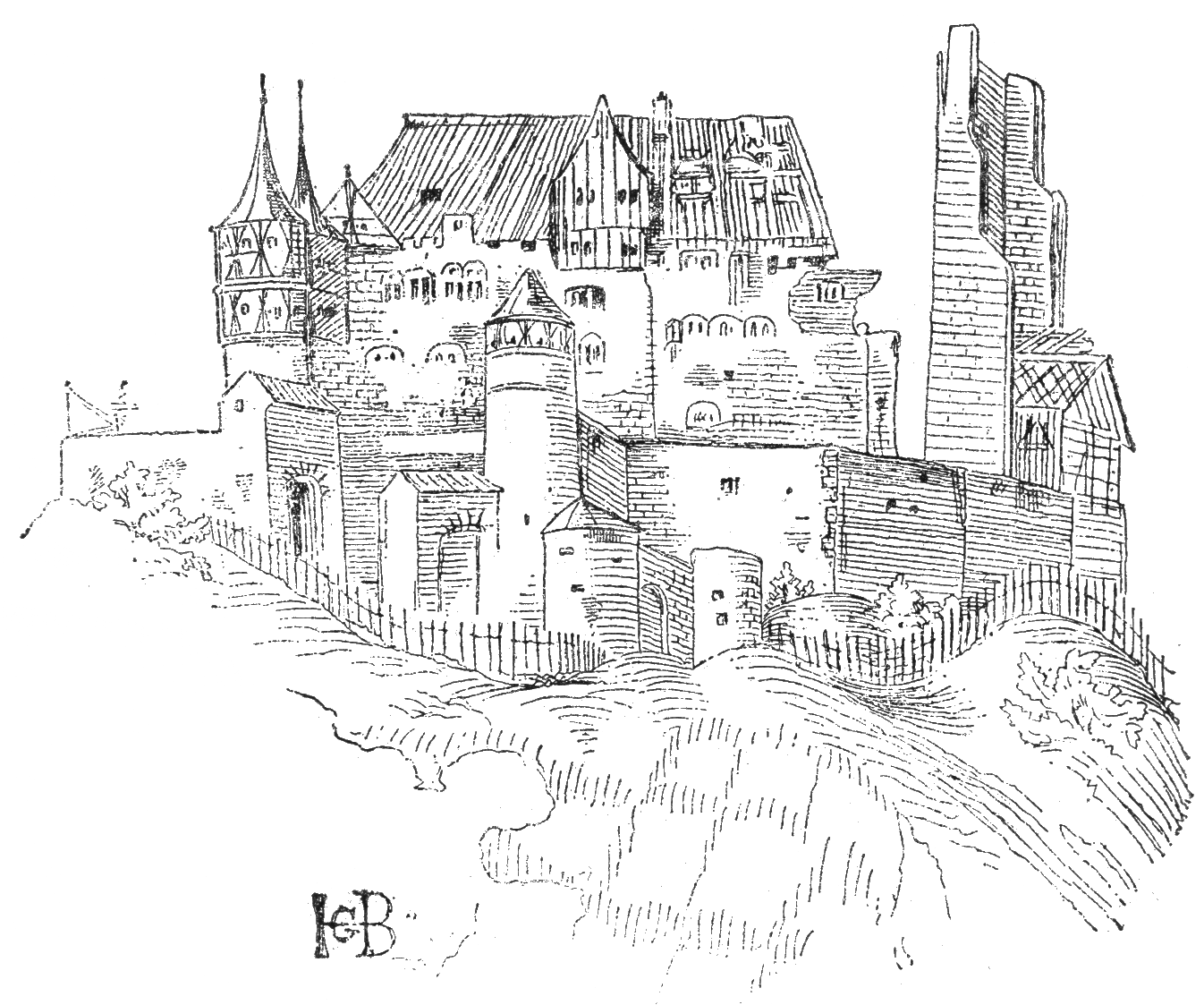
Burg Weinsberg 1515 (spätere Nachzeichnung eines Originals von Hans Baldung Grien). Die bei der Eroberung 1504 entstandenen Schäden sind deutlich zu erkennen.

Die Burgruine Weibertreu, ursprünglich Burg Weinsberg, ist die Ruine einer vermutlich im frühen 11. Jahrhundert erbauten Höhenburg in der Stadt Weinsberg im Landkreis Heilbronn in Baden-Württemberg.
Bekannt ist die Burg durch die namengebende „Treu-Weiber-Begebenheit“ vom 21. Dezember 1140, als nach der Kapitulation der belagerten Burg die Frauen (später „Treue Weiber von Weinsberg“ genannt) ihre Männer vor der Hinrichtung retteten, indem sie sie auf dem Rücken den Berg hinuntertrugen. Durch ihre exponierte Lage in der südwestlichen Ecke des Weinsberger Kreuzes der Bundesautobahnen 6 und 81 ist die Burgruine vielen Autofahrern vom Sehen bekannt. Sie liegt nordwestlich und oberhalb des Stadtkerns auf dem 272,2 m ü. NHN hohen Burgberg, der heute fast vollständig für den Weinbau genutzt wird. Besitzer der Anlage, die gegen Eintritt besichtigt werden kann, ist der Justinus-Kerner-Verein und Frauenverein Weinsberg.

## Geschichte
Die Burg Weinsberg wurde vermutlich für militärische Zwecke im frühen 11. Jahrhundert errichtet. Erstmals fassbar wird sie in der (um 1430 niedergelegten) Gründungsgeschichte des 1037 gegründeten Chorherrenstifts Öhringen, in dem berichtet wird, dass die Stifterin, Gräfin Adelheid von Metz bzw. von Egisheim, bis zur Stiftung auf der Burg Weinsberg wohnte. Gräfin Adelheid war in erster Ehe die Mutter von Kaiser Konrad II. und wird deshalb als Stammmutter des Salierhauses bezeichnet. In zweiter Ehe war sie die Mutter des Bischofs Gebhard III. von Regensburg. Von ihren Töchtern war eine mit dem ersten Öhringer Stiftsvogt Graf Burkard von Comburg verheiratet, eine weitere namens Bilizza wurde als Gattin des Ufgaugrafen Adalbert zur Ahnherrin der Grafen von Calw.
Über den 1131 söhnelos verstorbenen Grafen Gottfried von Calw gelangten Ansprüche auf die Burg Weinsberg an dessen Schwiegersohn Welf VI. Auf Graf Burkard von Comburg gehen Besitzrechte der bisher in der Literatur wenig beachteten frühen, edelfreien Herren von Weinsberg zurück, die 1130 mit Wolfram von Weinsberg ins Licht der Geschichte treten und als Angehörige des Adelsgeschlechts der Reginbodonen eingeordnet werden konnten.

### Treue Weiber und Herren von Weinsberg
Zwischen Welf VI., dem Lehensherrn der Burg und damit der Edelfreien von Weinsberg, und dem 1138 zum König gewählten Staufer Konrad III. entbrannte ein Streit um die Macht im Reich. Im Herbst des Jahres 1140 belagerte König Konrad mit seinem Gefolge, darunter sein Bruder Friedrich II. von Schwaben sowie mehrere Bischöfe und Fürsten (u. a. Markgraf Hermann III. von Baden), die Burg Weinsberg mehrere Wochen lang. Am 21. Dezember 1140 kam es zur offenen Feldschlacht mit dem zum Entsatz heraneilenden Welfenheer. Nach dem Sieg des Stauferkönigs – Welf VI. konnte nur knapp entkommen – ergab sich die Burgbesatzung, an deren Spitze ein als Bruder Wolframs von Weinsberg anzusprechender Burkard stand. Dem Bericht der Kölner Königschronik zufolge versprach der König den Frauen auf der Burg freien Abzug und gab die Erlaubnis, „dass jede forttragen dürfte, was sie auf ihren Schultern vermöchte“. Auf die Männer wartete der Tod. Die Frauen nahmen den König beim Wort und trugen ihre Männer auf dem Rücken hinab, denen sie so das Leben retteten, da der König sein Wort hielt. Die Frauen wurden als Treue Weiber von Weinsberg bekannt, und die Burg kam aufgrund dieser Begebenheit zu ihrem Namen Weibertreu (vermutlich im Lauf des 18. Jahrhunderts).
Was aus den durch die Treue und List ihrer Frauen geretteten Männern der Burgbesatzung geworden ist, war bisher unbekannt. Wie Wolfgang Hartmann rekonstruieren konnte, hat König Konrad III. ihren Anführer Burkhard und einen als weiteren Bruder erschließbaren Rupert am verkehrswichtigen Untermain angesetzt, wo er durch die 1144 erfolgte Übernahme der Obervogtei des Klosters Amorbach Hoheitsrechte erlangt hatte. Die dort in königlichem Auftrag auf Klosterbesitz errichteten Burgen Mildenburg und Frohburg (Vorgängerin der Freudenburg) bringen mit ihren Namen – so Hartmanns These – die Dankbarkeit der beiden Weinsberger gegenüber dem Stauferkönig zum Ausdruck und rühmen seine Milde. Der 1149 als Zeuge für König Konrad erscheinende Rupert I. von Frohburg wurde zum Stammvater der (bei Weinsberg über Altbesitz verfügenden) Herren von Dürn.
Auf der Burg Weinsberg selbst hatte König Konrad mit dem für 1147 und 1150 bezeugten Tibert von Weinsberg einen seiner Ministerialen angesetzt, der dort wohl mit Baumaßnahmen beauftragt war. Bei dem auf Tibert folgenden Engelhard I. von Weinsberg, dem Stammvater der jüngeren Herren von Weinsberg, handelt es sich nach Hartmann um einen in staufische Ministerialität getretenen Sohn Wolframs von Weinsberg aus der Ehe mit einer Tochter Graf Engelhards von Lobenhausen.
Wolfram von Weinsberg, der im Gegensatz zu seinen Brüdern von Anfang an auf staufischer Seite stand, hat vor 1140 die Bebenburg errichtet, nach der er sich benannte. 1153 stiftete er das später Schöntal genannte Kloster an der Jagst. Der Umstand, dass sich Wolfram 1146, 1147 und 1160 auch nach der Burg Weinsberg nannte, lässt erkennen, dass ihm König Konrad hier wieder einen Sitz eingeräumt hatte. Da auch Konrads Sohn, der Schwabenherzog Friedrich IV., manchmal nach Weinsberg benannt wurde, nutzte auch er zeitweise die Burg als Wohnsitz.
Das Erbe des 1167 kinderlos verstorbenen Königssohnes zog sein Vetter Kaiser Friedrich I. Barbarossa an sich. 1188 wird das castrum Winisperch cum omnibus pertinenciis (dt.: Burg Weinsberg mit allem Zubehör) in einem Vertrag zwischen Kaiser Friedrich I. Barbarossa und König Alfons VIII. von Kastilien, in dem die Ehe zwischen Friedrichs Sohn Konrad und Alfons Tochter Berengaria vereinbart wurde, erwähnt. Die Burg gehörte mit weiteren 29 staufischen Gütern zur Morgengabe der Braut. Allerdings wurde diese Ehe niemals in die Praxis umgesetzt.
Die Herren von Weinsberg hatten die Burg bis 1450 als Reichslehen inne und stellten Ende des 14. Jahrhunderts den Erzbischof und Kurfürsten von Mainz (Konrad II. von Weinsberg) und Anfang des 15. Jahrhunderts den Reichserb(unter)kämmerer (Konrad IX. von Weinsberg). Sie reklamierten auch die Herrschaft über die Stadt Weinsberg; die Stadt widersetzte sich aber und strebte den Status einer Reichsstadt an, was ihr 1430 auch gelang. Schon 1440 aber wurde die Stadt kurpfälzisch und 1450 verkauften die Herren von Weinsberg aus Geldmangel die Burg Weinsberg an die Kurpfalz.

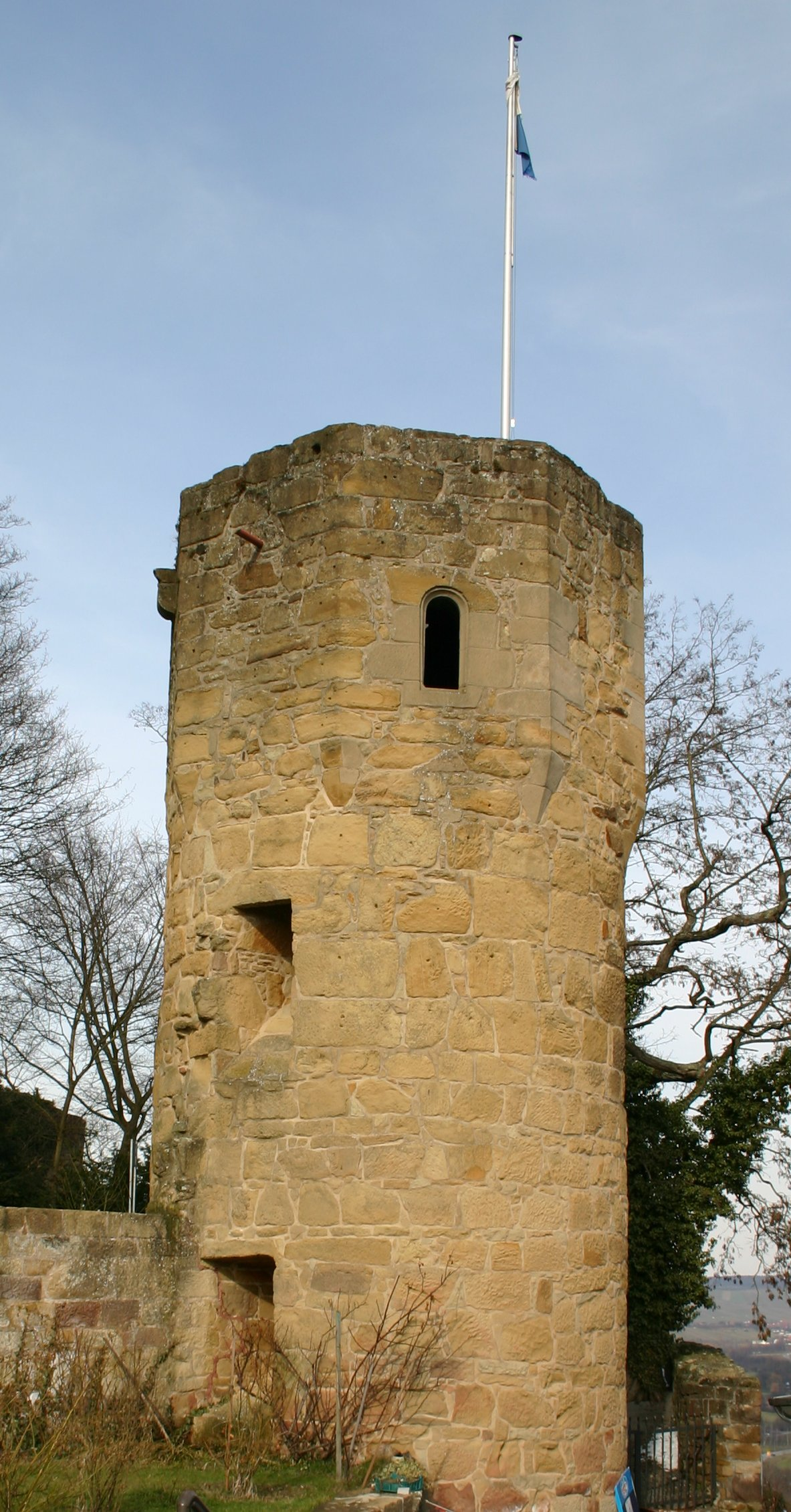
Südöstlicher Turm des nicht erhaltenen Hauptgebäudes. Auf dem Sandsteinmauerwerk saßen früher noch zwei Fachwerk-Etagen und ein Dach.

### Württemberg
1504 eroberte Herzog Ulrich von Württemberg im Landshuter Erbfolgekrieg Burg und Stadt Weinsberg nach dreiwöchiger Belagerung. Durch Beschuss mit Kanonen erlitt die Burg große Schäden am Bergfried und an der nördlichen Ringmauer. 1512 wurde der Übergang von Burg und Stadt in württembergischen Besitz auch vertraglich von der Kurpfalz anerkannt. Vermutlich ließ Herzog Ulrich in der Folgezeit den sogenannten Dicken Turm, einen Batterie- bzw. Geschützturm, im Nordosten der Burg neu aufführen und durch eine verstärkte innere Burgmauer mit dem westlich gelegenen Bergfried verbinden.
Am Ostersonntag (16. April) 1525 wurden Burg und Stadt, wie ganz Württemberg zu dieser Zeit in österreichischem Besitz, im Bauernkrieg von den aufständischen Bauern erobert. Da die Zerstörungen von 1504 nur notdürftig repariert worden waren, hatten sie leichtes Spiel. Dabei fielen ihnen Margaretha von Helfenstein, die Frau des Weinsberger Amtmanns Ludwig Helferich von Helfenstein, und deren kleiner Sohn in die Hände. Beide wurden nach Heilbronn geschickt, angeblich auf einem Mistwagen. Die Burg wurde geplündert und angezündet, sie ist seitdem Ruine. Ludwig von Helfenstein und seine Begleiter wurden ebenfalls gefangen genommen und von den Bauern vor den Toren Weinsbergs hingerichtet. Die als Weinsberger Blut-Ostern bekannt gewordene Tat erregte große Furcht bei den Adligen und führte am 21. Mai nach der Niederlage der Bauern zur Niederbrennung der Stadt Weinsberg durch die Söldnertruppen des Schwäbischen Bundes unter Georg Truchsess von Waldburg-Zeil und zum Verlust des Stadtrechts bis 1553.
Herzog Johann Friedrich von Württemberg versuchte vor oder zu Beginn des Dreißigjährigen Krieges, die Ruine erneut befestigen zu lassen, vollendete seine Bemühungen aber nicht. Zeuge der damaligen Befestigungsbemühungen ist die verstärkte nordwestliche Ringmauer mit einer Ausfallpforte. Möglicherweise geht auch der Dicke Turm erst auf diese Zeit statt auf das frühe 16. Jahrhundert zurück.
Im Laufe der Jahrhunderte verfiel die Burg und wurde von den Weinsbergern als billige Steinquelle genutzt, in der Regel ohne Erlaubnis. Nach dem Weinsberger Stadtbrand von 1707 erlaubte das württembergische Herrscherhaus als Eigentümer die Abfuhr von Bruchsteinen zum Wiederaufbau der Stadt. Die wertvollen Quadersteine sollten auf der Burg verbleiben, was die Bürger aber nicht daran hinderte, sie dennoch abzufahren. Auf diese genehmigte und ungenehmigte Abfuhr von Steinen ist die heutige Gestalt der Burg im Wesentlichen zurückzuführen.

### Justinus Kerner

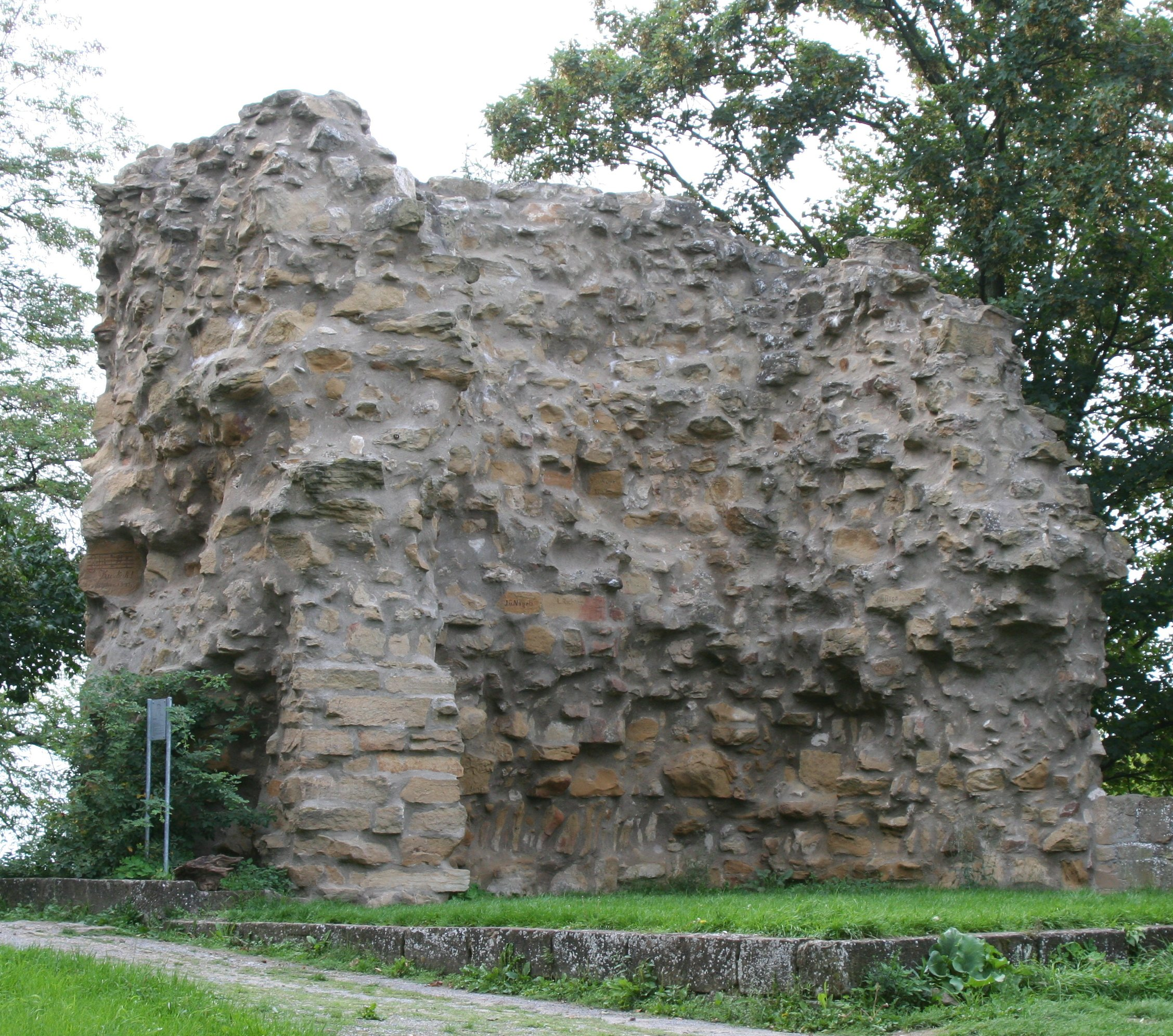
Die Reste des Bergfrieds

Justinus Kerner, der als Oberamtsarzt 1819 nach Weinsberg kam, verhinderte den weiteren Verfall. Zusammen mit sechs Damen der Weinsberger Honoratiorenschicht gründete er am 8. Dezember 1823 den Frauenverein Weinsberg. Die Mitgründerinnen waren Josephine Pfaff, Gattin des Stadtschultheißen Heinrich Pfaff, Friederike Walker, Gattin des Präzeptors der Lateinschule, Philippine Hildt, Gattin des Baumeisters Johann Georg Hildt, Katharine Endres, Gattin des Amts- und Stadtschreibers, Friederike Wolf, Gattin des örtlichen Oberamtmanns Gottlieb Benjamin Wolf und Kerners Frau Friederike. Königin Pauline von Württemberg übernahm die Schutzherrschaft über den Verein, der die 1712 bis 1716 angelegten Weingärten innerhalb der Burgmauern erwerben konnte und von König Wilhelm I. von Württemberg am 30. August 1824 mit der Ruine belehnt wurde.
Kerner ließ den Trümmerschutt in der Ruine entfernen und die Weinberge roden. Der heutige Fußweg zur Burg wurde angelegt, ein äußerer Zugang zum Untergeschoss (Pulvermagazin) des Dicken Turmes in die Mauern gebrochen. Aus den Trümmersteinen wurde nach Plänen des württembergischen Hofbaumeisters Nikolaus Friedrich von Thouret die Kapelle erbaut. Das Burginnere wurde wie ein Park gestaltet und kann seitdem von der Öffentlichkeit besucht werden.

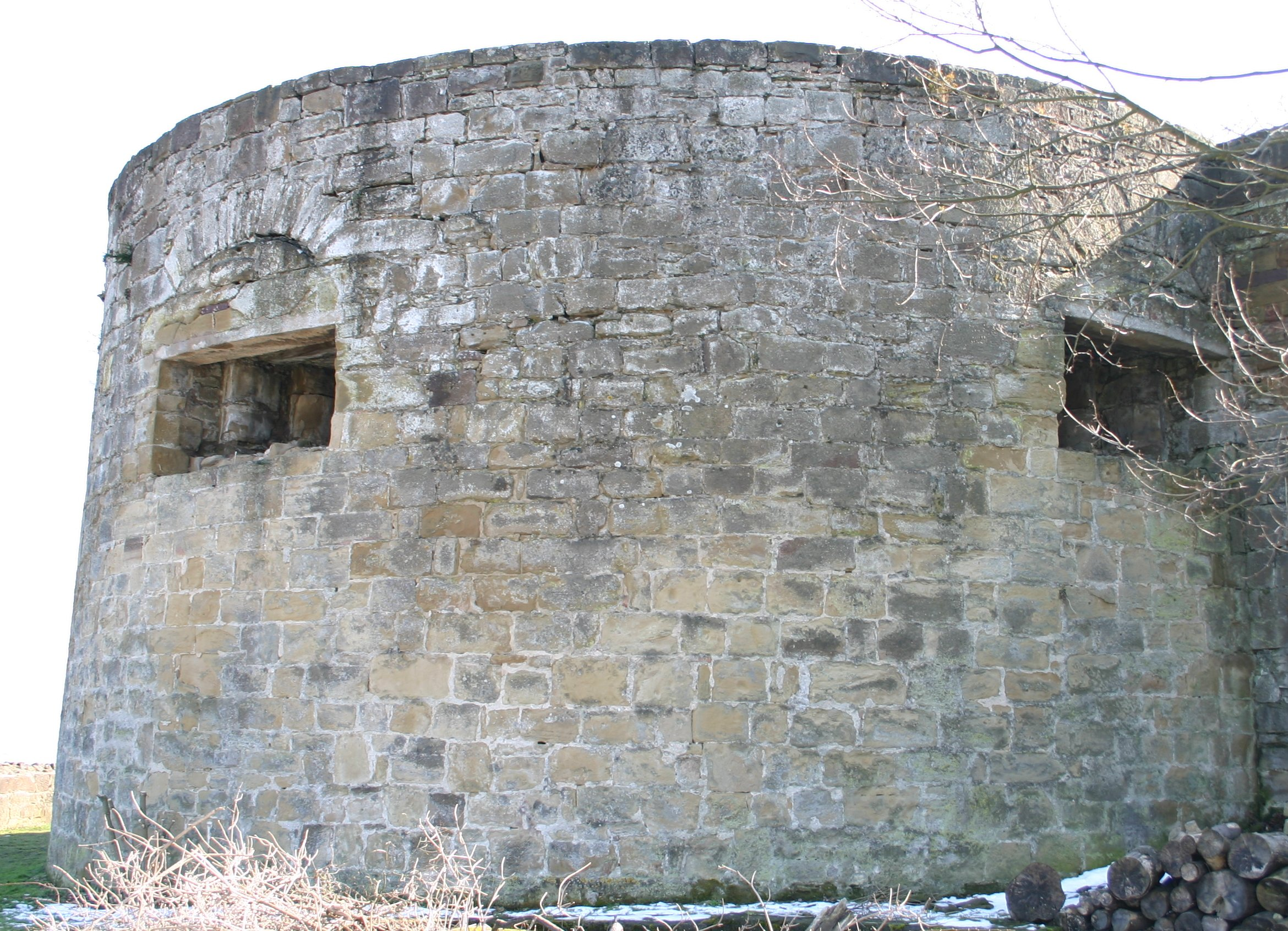
Der Dicke Turm von Nordwesten

Um den Grunderwerb und die umfangreichen Arbeiten finanzieren zu können, veröffentlichte der Verein im Morgenblatt für gebildete Stände vom 10. Januar 1824 einen vermutlich von Kerner geschriebenen Aufruf zur Rettung der Burgruine, der um Spenden bat und jeder Spenderin (denn der Aufruf richtete sich an Frauen) „einen niedlich gearbeiteten Ring, in den ein Steinchen von der Burg-Ruine gefaßt ist“, versprach. Kerner griff damit einen Brauch von 1789, aus der Frühzeit der Französischen Revolution, auf, als Bürger in Paris zum Beweis ihrer republikanischen Gesinnung Ringe mit Steinen der geschleiften Bastille trugen. Die Weinsberger Ringe, aus 14-karätigem Gold gefertigt und in der Herstellung 1 Gulden 30 Kreuzer teuer, wurden oft als Verlobungsringe verwendet. Der Verein erhielt viele Zuwendungen, meist in der Höhe von 4 bis 5 Gulden. Auch der Adel spendete großzügig: Von Königin Pauline kamen 100 Gulden, von Großfürstin Helene von Russland, einer geborenen Prinzessin von Württemberg, 1000 Rubel (500 Gulden). Noch über Jahrzehnte brachten die Ringe Geld für die Erhaltung der Ruine in die Kasse, wenn auch nicht mehr so viel wie in den ersten Jahren ab 1824.

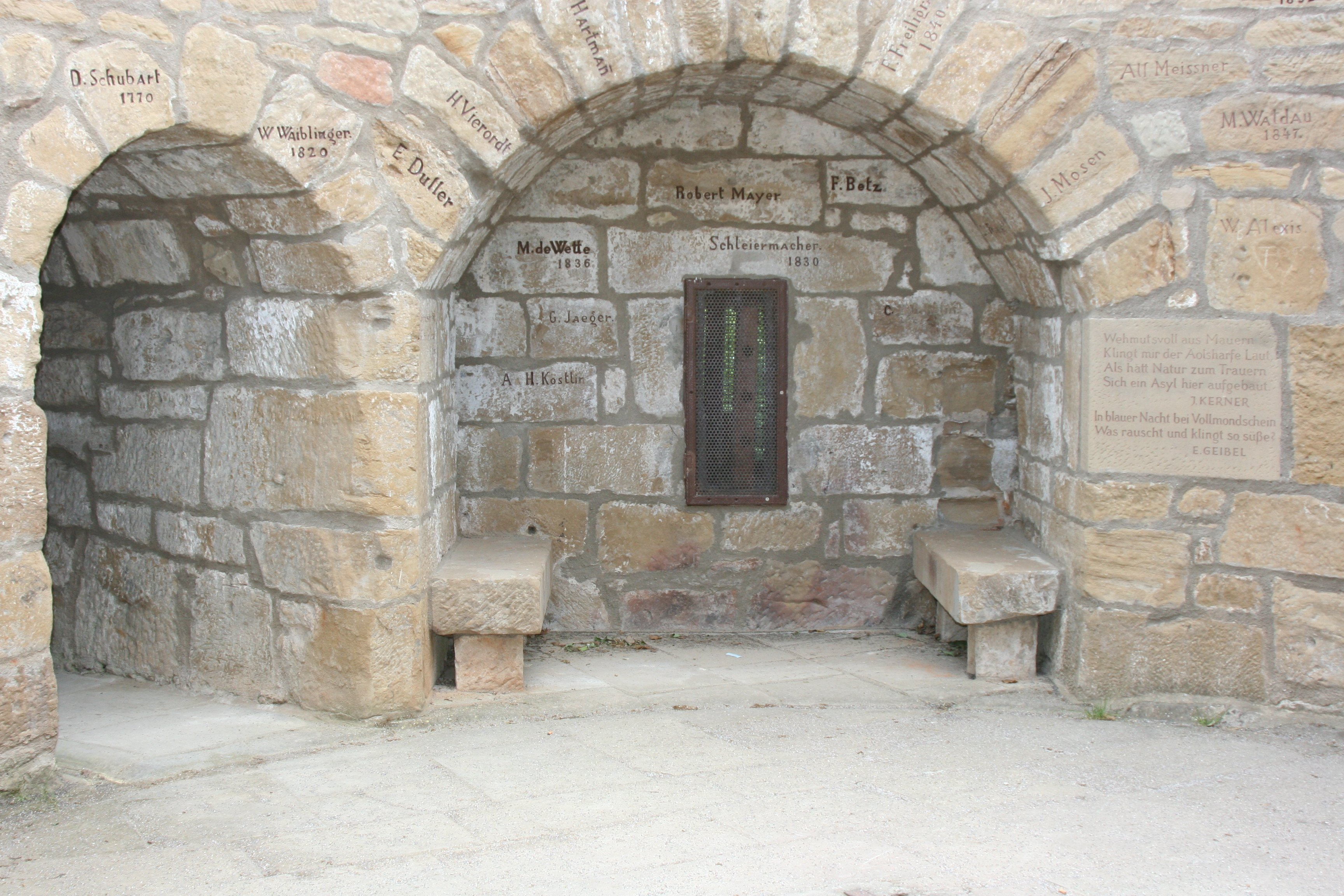
Dicker Turm von innen (mit Äolsharfe und Teilen des „Steinernen Albums“)

Im Frühjahr 1855 fasste der Architekt Carl Alexander von Heideloff, nach dessen Plänen auch Schloss Lichtenstein errichtet wurde, während eines Besuchs bei seinem Freund Justinus Kerner den Plan, auf der Weibertreu eine Ruhmeshalle für bedeutende deutsche Frauen zu bauen, als eine Art Gegenstück zur Walhalla für die bedeutenden deutschen Männer. Die Halle sollte im gotischen Stil gebaut, die vorhandenen Mauerreste nach Möglichkeit integriert werden. Während Königin Pauline die Schutzherrschaft über das Vorhaben übernahm, erteilte König Wilhelm I. dem Projekt eine als prinzipielle Zusage verkleidete Absage, die das Projekt auf „ruhigere Zeiten“ verschob. Die „ruhigeren Zeiten“ kamen nie, und Heideloffs „Luftschloss“, wie Kerner es in einem Brief nannte, wurde nie gebaut – sehr zur Erleichterung des Dichters, der das Vorhaben mit „Marzipanbackwerk eines Conditors“ verglich.

### Nach Kerners Tod

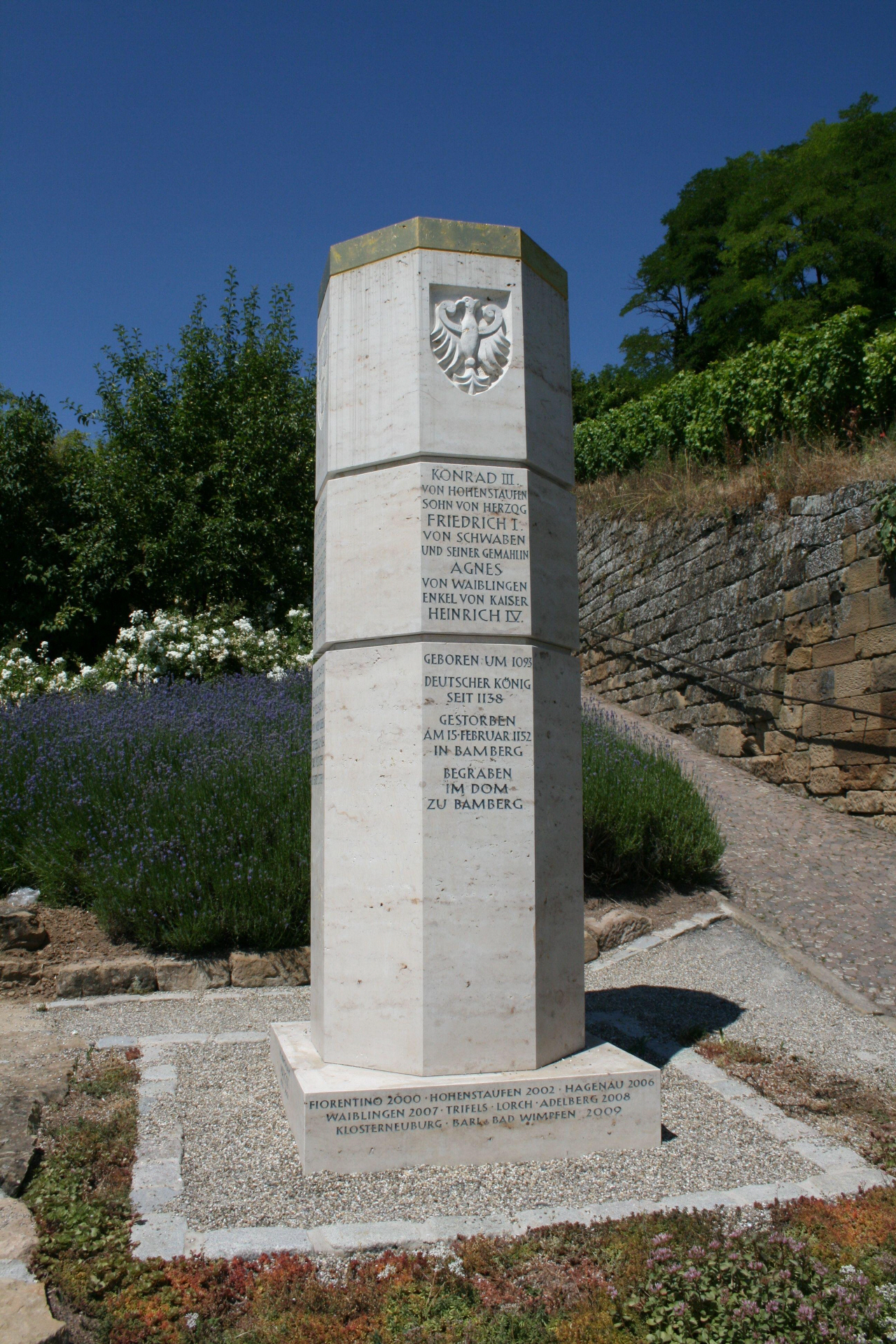
Stauferstele am Aufgang zur Burgruine

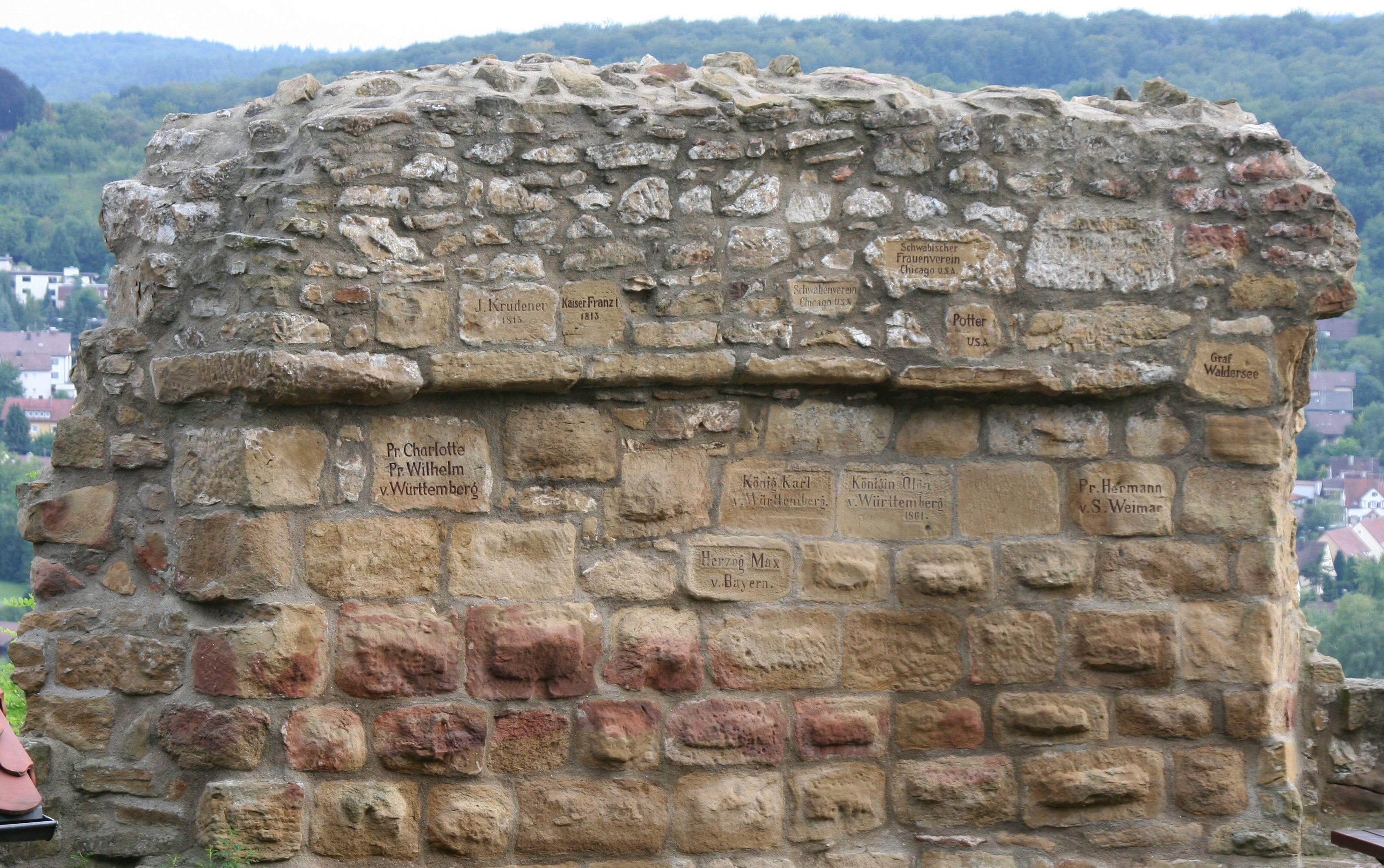
Die Königsmauer

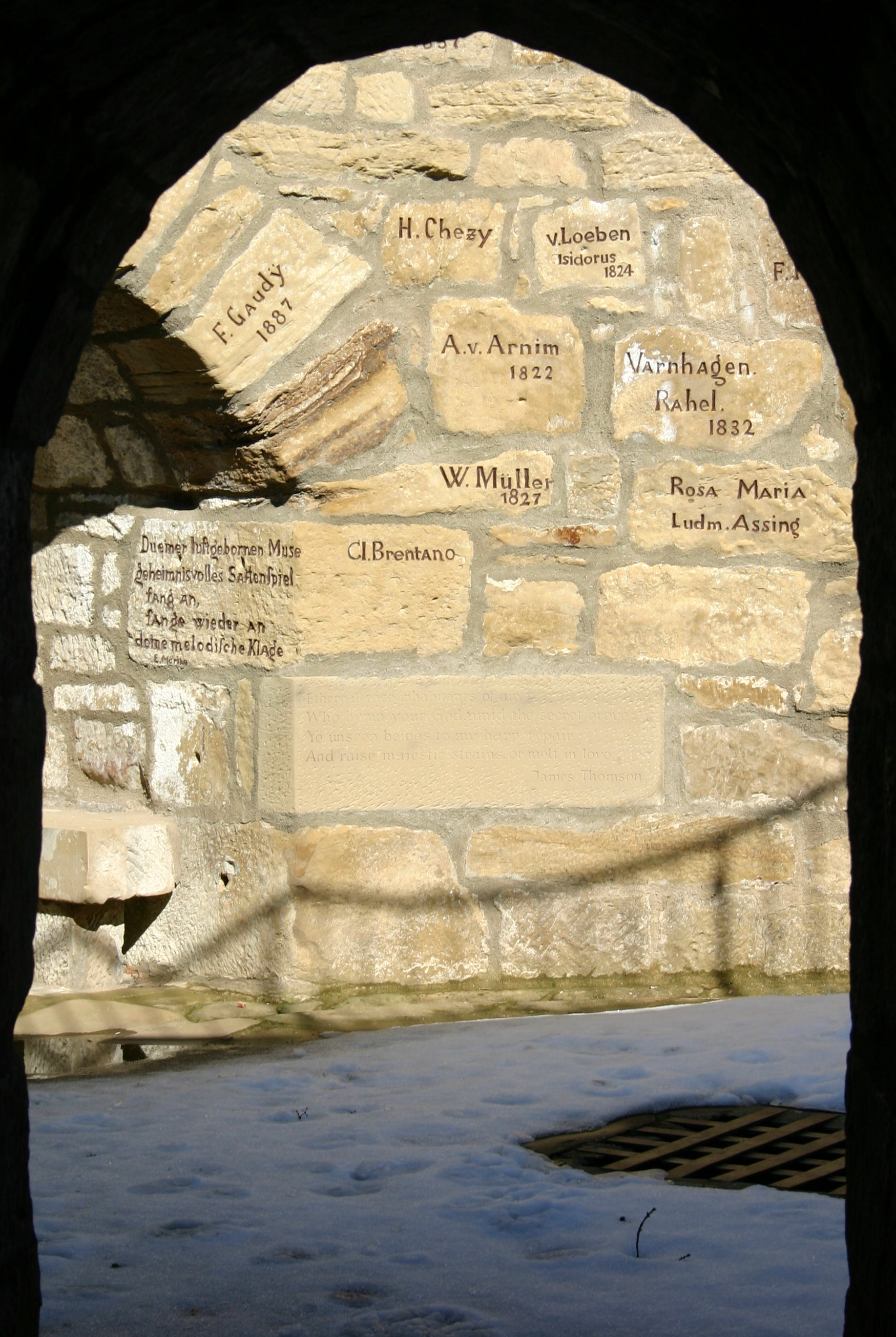
Blick ins Innere des Dicken Turms, wo prominente Burgbesucher des 19. Jahrhunderts im sogenannten Steinernen Album verewigt wurden

Nach dem Tode Justinus Kerners übernahm 1868 dessen Sohn Theobald den Vorsitz des Frauenvereins, den er über Jahrzehnte bis 1902 innehatte. Auf ihn geht das „Steinerne Album“ zurück: Verse von Justinus Kerner, Theobald Kerner, Karl Mayer, Eduard Mörike, Nikolaus Lenau und anderen wurden in die Mauern der Burg eingemeißelt. Auch die bloßen Namen prominenter Besucher wurden verewigt, an der sogenannten Königsmauer südöstlich der Kapelle bevorzugt die Besucher von Adel wie Kaiser Franz I. von Österreich, der 1813 die Burg besuchte und König Karl von Württemberg, der 1857 noch als Kronprinz nach Weinsberg kam.
Jahrzehnte später versuchte die Stadt Weinsberg, den 1926 durch die Auflösung des Oberamtes Weinsberg erlittenen Bedeutungsverlust durch neue Funktionen im nationalsozialistischen Staat zu kompensieren. So wurde 1934 der Plan verfolgt, Weinsberg zur „Hauptstadt der deutschen Frauentreue“ ernennen zu lassen. Ein diesbezüglicher Vorstoß bei Joseph Goebbels scheiterte jedoch. Ebenso wenig von Erfolg gekrönt war der 1936 von Bürgermeister Weinbrenner an die Reichsfrauenführerin Gertrud Scholtz-Klink gerichtete Vorschlag, auf der Burgruine Weibertreu eine Schulungsstätte der NS-Frauenschaft einzurichten und die Burg so „gleichsam zur Walhalla der deutschen Frauen“ zu erheben. Zum 800. Jahrestag der Treu-Weiber-Begebenheit im Jahr 1940 wurden ab 1938 große Festlichkeiten geplant, anlässlich derer die Burg doch noch als „Walhalla der deutschen Frau“ an die Reichsfrauenführerin übergeben werden sollte. Der Beginn des Krieges am 1. September 1939 machte die Planungen zunichte.
Ab 1957 ließ der Justinus-Kerner- und Frauenverein umfangreiche Renovierungsarbeiten am Mauerwerk vornehmen, bei denen auch das jetzige hölzerne Pförtnerhäuschen errichtet und die nördliche Ringmauer wiederhergestellt wurden. Im Anschluss fanden 1959 bis 1961 ausgedehnte Grabungen statt, denen große Teile des heutigen Wissens über die Burganlage zu verdanken sind. Archäologische Funde aus diesen Grabungen sind seit 2005 in der so genannten Kapelle auf der Burg zu besichtigen. Nachdem die Grabungen aus Geldmangel abgebrochen werden mussten, fanden 1962 bis 1963 weitere Restaurierungsarbeiten statt, bei denen die Wege wiederhergestellt und Büsche und Bäume gepflanzt wurden. Bis heute (Stand: August 2006) sind immer wieder Restaurierungs- und Sanierungsarbeiten nötig.
Im Mai 2007 war die Burgruine Weibertreu Denkmal des Monats der Denkmalstiftung Baden-Württemberg. Am 19. September 2009 wurde am Aufgang zur Burgruine eine Stauferstele eingeweiht.

## Anlage

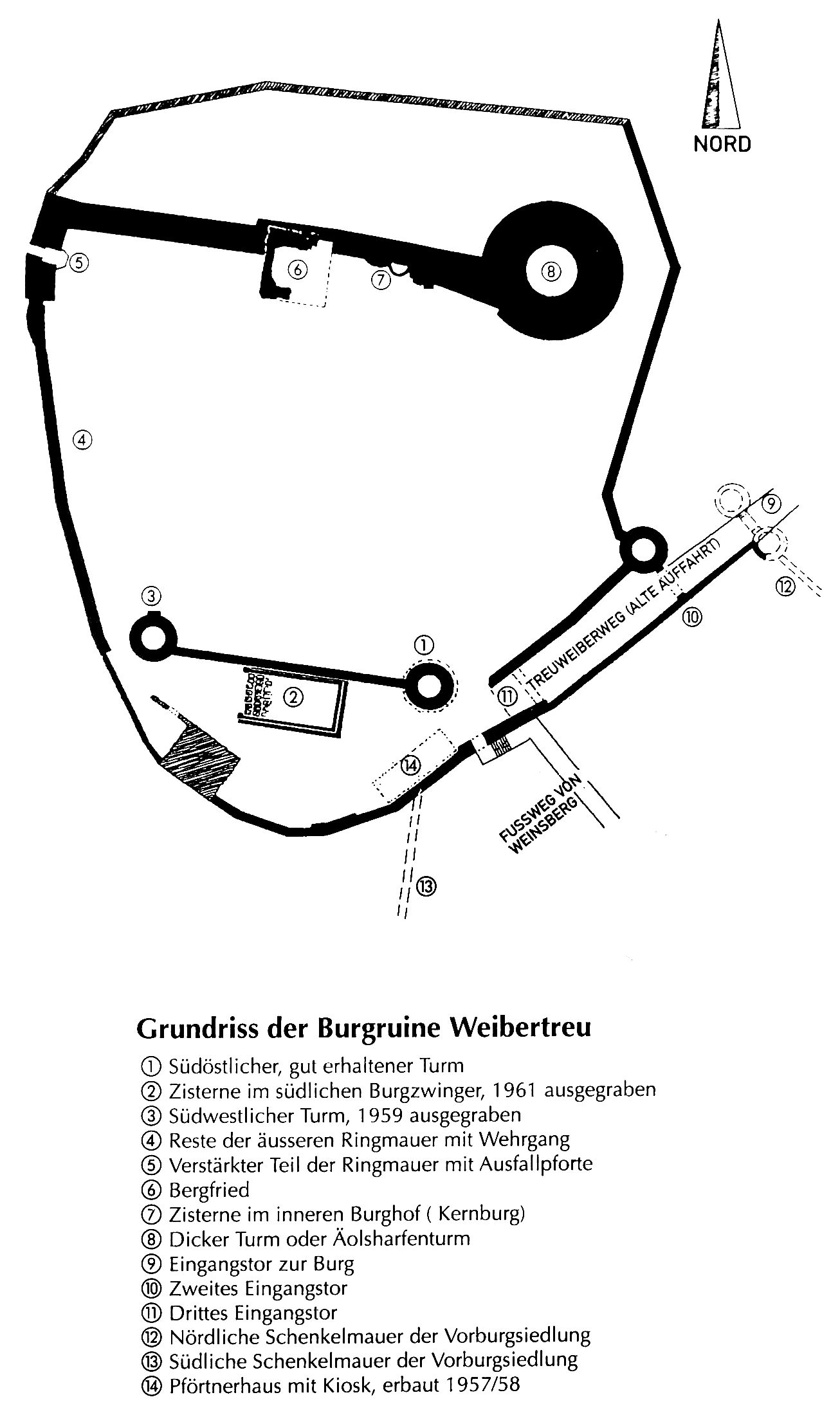
Lageplan der Burgruine

Der Zugang zur Burg erfolgt im Süden und ist von der Stadt und von einem Parkplatz unterhalb des Berges auf einem Fußweg durch die Weinberge möglich, der dann durch einen Mauerdurchbruch auf Höhe des ehemaligen dritten Eingangstors ins Innere führt. Außerdem gibt es noch den ursprünglichen, sehr steilen Zugangsweg (Treu-Weiber-Weg), über den prinzipiell die Zufahrt von Nordosten erfolgen kann, der aber außer für Lieferfahrzeuge u. ä. gesperrt ist, da keine Parkmöglichkeit auf der Burg besteht.
Von der ehemaligen Burganlage ist nicht mehr viel erhalten. Die Ringmauer existiert noch (bzw. wurde in manchen Teilen wieder aufgebaut), ebenso der südöstliche Turm des Hauptgebäudes (Palas). Der unten runde, oben achteckige Turm war früher um zwei Fachwerkstockwerke höher und fungierte als Treppenturm des Palas. Er dient heute als Aussichtsturm und bietet einen sehr guten Blick auf Weinsberg und die umliegende Landschaft. Von seinem Gegenstück im Südwesten existieren nur noch Reste, die bei den Grabungen 1959 freigelegt wurden. Vom Hauptgebäude selbst ist außer den zwei Türmen fast nichts erhalten. Beide Türme sind noch durch eine niedrige Mauer miteinander verbunden. Nördlich dieser Mauer findet sich ein kleiner Steinbruch, der nach der Zerstörung der Burg genutzt wurde. Eine große und flache Zisterne (Wasserbecken) südlich des früheren Hauptgebäudes wurde 1961 ausgegraben.
Ein Teil des Wehrgangs existiert noch an der westlichen Ringmauer. Nur noch Reste sind erhalten vom Bergfried und zwei Tortürmen. Im Südwesten des Geländes befindet sich noch die sogenannte Kapelle, die aber erst 1824 erbaut wurde und auch keine Kapelle ist, sondern als Ausstellungs- oder Lagerraum diente. Seit 11. September 2005 ist hier ein kleines Museum eingerichtet, in dem Fundstücke und Fotos der Grabungsarbeiten 1959/61 präsentiert werden.
Noch weitgehend intakt sind der später hinzugefügte (s. o.) Dicke Turm im Nordosten der Burg, die Ausfallpforte im Nordwesten, die verstärkte innere Burgmauer zwischen Dickem Turm und Bergfried und an ihr eine Zisterne. In den Schießscharten des Dicken Turmes ließ Justinus Kerner Äolsharfen anbringen, die seit einigen Jahren wieder an ihrem Platz sind und bei starkem Wind ertönen.

## Die Treuen Weiber und die Weibertreu in Sage, Literatur und Kunst

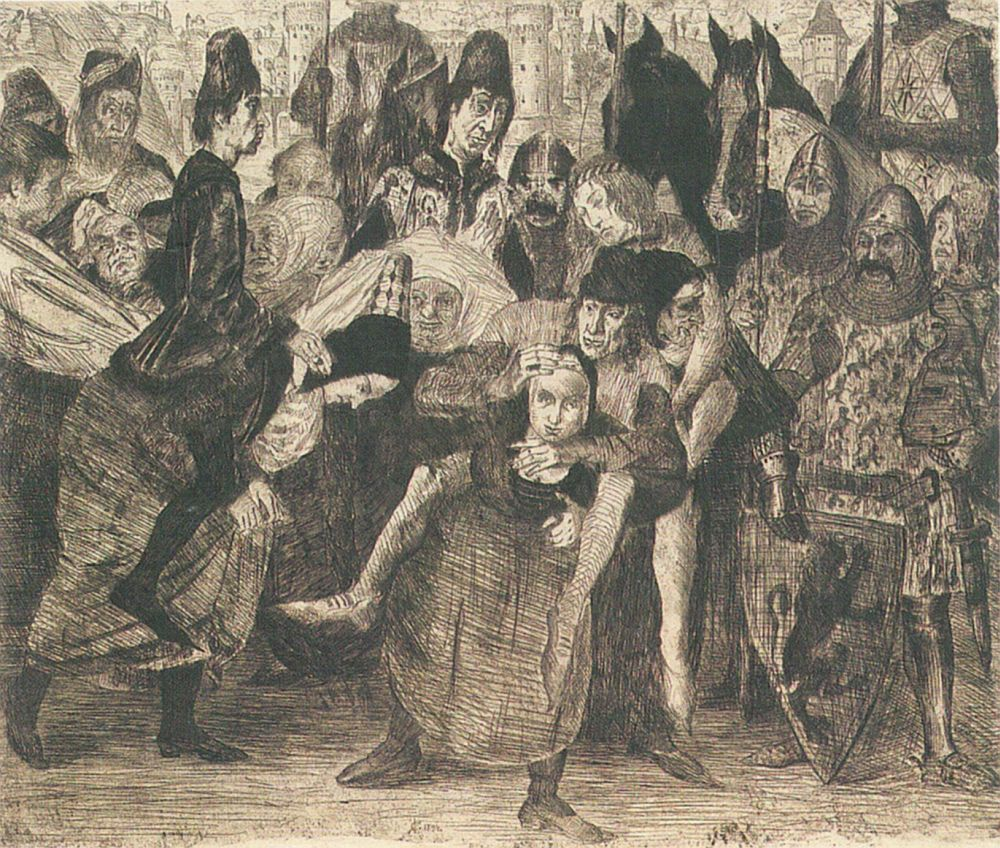
Die Weiber von Weinsberg von Lovis Corinth (1894)

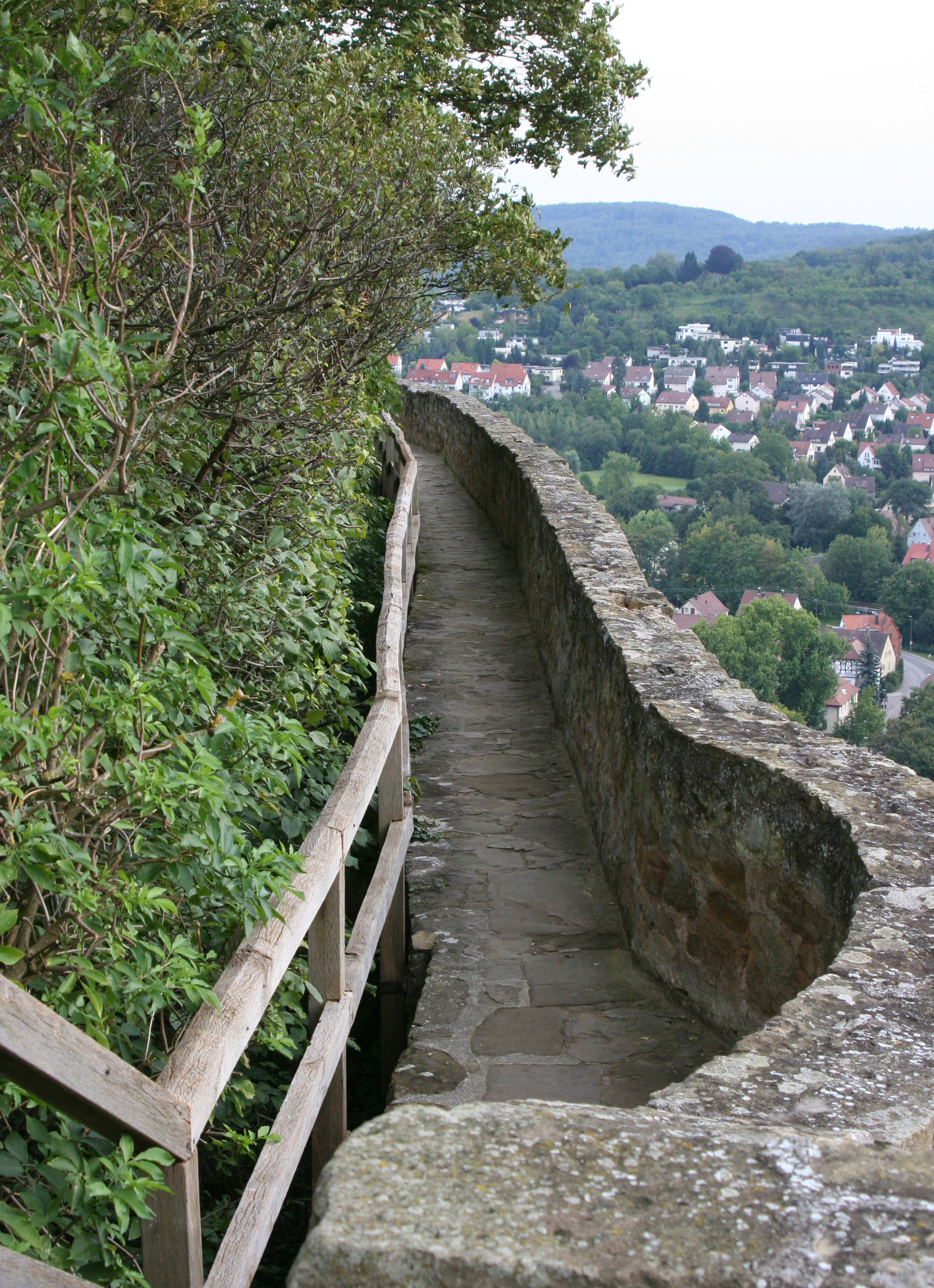
Der Wehrgang

Die Geschichte der Treuen Weiber ist erstmals in der um 1175 oder 1200 entstandenen Kölner Königschronik erwähnt. Vermutungen, sie sei aus den (um 1144 verfassten, verschollenen, aber um 1870 rekonstruierten) Paderborner Annalen übernommen worden, konnten nicht bestätigt werden. Sie scheint dann über Jahrhunderte in Vergessenheit geraten zu sein. Erst um 1500 brachte Johannes Trithemius, Abt des Klosters Sponheim, die Geschichte, die er vermutlich in der Kölner Königschronik entdeckt hatte, wieder in Erinnerung, indem er sie in die Hirsauer Chronik und später in die Hirsauer Annalen aufnahm. Von dort gelangte sie in die Weltchronik des Johannes Nauclerus, die 1516 gedruckt wurde. Die Treuen Weiber erschienen damit zum ersten Mal im Druck und wurden, da das Werk mehrere Auflagen erlebte, in gebildeten Kreisen rasch bekannt. Die Historiker konnten die Geschichte in den folgenden Jahrhunderten zwar bis zur Kölner Königschronik zurückverfolgen, aber darüber hinaus weder sicher belegen, dass sie sich tatsächlich so ereignet hatte, noch, dass sie nur eine phantasievolle Ausschmückung des Kölner Chronisten ist.
Die Geschichte von den Treuen Weibern erfuhr weite Verbreitung; oft wurde sie dabei – als sogenannte Wandersage – von Weinsberg und der Weibertreu gelöst und anderen Burgen oder Städten zugeordnet, so z B. der Weidelsburg in Hessen. Gottfried August Bürger schrieb 1774 eine Ballade Die Weiber von Weinsberg, die wesentlich zur Bekanntheit Weinsbergs und der Burg beitrug. 1818 nahmen die Brüder Grimm ihre Version der Geschichte in den zweiten Teil ihrer Deutschen Sagen auf. Justinus Kerner widmete der Burg einige Gedichte. Adelbert von Chamisso schrieb 1831 eine Ballade Die Weiber von Winsperg (1852 postum erstmals veröffentlicht), deren Schlussvers („Im Jahr elfhundertvierzig, wie ich’s verzeichnet fand,/ galt Königswort noch heilig im deutschen Vaterland.“) als Reaktion auf die gebrochenen Demokratisierungsversprechen des preußischen Königs Friedrich Wilhelm III. gilt. Gustav Schmidt komponierte die Oper Weibertreue oder Kaiser Konrad vor Weinsberg, die 1858 in Weimar uraufgeführt und in vielen Städten nachgespielt wurde, 2004 und 2006 in Weinsberg auf der Weibertreu selbst im Rahmen der Weibertreu-Festspiele. Hermann Essig veröffentlichte 1909 das Lustspiel Die Weiber von Weinsberg. 1967 schrieb Paul Wanner das Schauspiel Schwäbische Weibertreu, das von den Heidenheimer Volksschauspielen am 24. Juni 1967 uraufgeführt wurde.
Auch die bildenden Künstler nahmen sich des Themas an. Bekannt sind Bilder nach der Weibertreu-Thematik u. a. von Tobias Stimmer, Jacob Jordaens, Matthäus Merian, Nicolas Guibal, Alexander Bruckmann, Lovis Corinth und Alfred Kubin.

## Landschaftsschutzgebiet
Bereits am 24. Juli 1937 hatte das damalige Landratsamt Heilbronn in einer Verordnung zum Schutze von Landschaftsteilen in Weinsberg den Burgberg als Landschaftsschutzgebiet ausgewiesen. Am 21. Juli 1978 wurde diese Verordnung nach Inkrafttreten des Naturschutzgesetzes von Baden-Württemberg im Jahr 1975 erneuert. Unter dem Namen Landschaftsschutzgebiet Burgberg mit Weibertreu wurde eine Fläche von 17,3 Hektar geschützt. Wesentlicher Schutzzweck ist die Erhaltung des charakteristischen Landschaftsbildes des Burgberges mit der Ruine Weibertreu und die Sicherung des vielbesuchten Berges vor Bebauung und anderen Landschaftsbelastungen. Heute hat das Gebiet die Schutzgebietsnummer 1.25.002. Das Gebiet ist in die IUCN-Schutzgebietskategorie V eingestuft und hat die WDPA-ID 320197.